# Rezervația naturală Voinova (raionul Călărași)
Voinova este o rezervație naturală silvică în raionul Călărași, Republica Moldova. Este amplasată la vest de satul Onești, ocolul silvic Pitușca, Voinova, parcela 11. Are o suprafață de 192 ha. Obiectul este administrat de Gospodăria Silvică de Stat Călărași.